# Марисевич Флейтас, Анибал
Анибал Марисевич Флейтас (исп. Aníbal Maricevich Fleitas, 16 декабря 1917 года, Ипакарай, Парагвай — 2 августа 1996 года, Консепсьон, Парагвай) — католический прелат, второй епископ Консепсьона с 4 декабря 1965 по 30 апреля 1993 года.

## Биография
Родился 16 декабря 1917 года в населённом пункте Ипакарай, Парагвай. 21 ноября 1943 года был рукоположен в священники для служения в архиепархии Асунсьона.
5 февраля 1957 года Римский папа Пий XII назначил Анибала Марисевича Флейтаса вспомогательным епископом архиепархии Асунсьона и титулярным епископом Диоклецианополиса Палестинского. 18 мая 1957 года состоялось рукоположение в епископы, которое совершил титулярный архиепископ Себастии и Апостольский нунций в Панаме Луиджи Пунцоло в сослужении с архиепископом Асунсьона Хуаном Хосе Карлосом Меной Порта и епископом Сан-Хуан-Баутиста-де-лас-Мисьонеса Карлосом Мильсиадесом Вильяльбой Акино.
Участвовал в работе Второго Ватиканского Собора.
4 декабря 1965 года назначен епископом Консепсьона и Чако.
30 апреля 1993 года подал в отставку. Скончался 2 августа 1996 года в Консепсьоне.